# دستورالعمل (اتحادیه اروپا)
دستورالعمل یک عمل قانونی اتحادیه اروپا است که از کشورهای عضو می‌طلبد تا اهداف خاصی را بدون تعیین روش اجرای آن‌ها، انجام دهند. قبل از اعمال این قانون برای افراد مقیم کشورهای عضو، اهداف یک دستورالعمل باید به عنوان اهداف یک یا چند قانون در سطح ملی جدید یا تغییر یافته توسط کشورهای عضو در نظر گرفته شود.  دستورالعمل‌ها به طور معمول، به کشورهای عضو، در مورد قوانین دقیقی که باید اجرا شود، مقداری انعطاف می‌دهند. دستورالعمل‌ها می‌توانند با توجه به موضوع آن‌ها، با استفاده از انواع مختلفی از روش‌های قانون‌گذاری اجرا شوند.
متن یک طرح دستورالعمل (اگر موضوع مورد نظر قبل از تصویب مورد بحث واقع شده باشد) پس از مشاوره با کارشناسان ملی و کمیسیون اروپا توسط خود کمیسیون تهیه می‌شود. پیش‌نویس به پارلمان و شورای اتحادیه ارائه می‌شود، که از وزرای مربوط دولت‌های عضو تشکیل شده است، در ابتدا برای ارزیابی و نظرخواهی و سپس برای تصویب یا رد ارائه می‌شود.